# San Pedro de Guasayán
San Pedro de Guasayán es una localidad que se ubica en el límite de las provincias de Santiago del Estero y de Catamarca, Argentina. Del lado santiagueño se encuentra el 70 % de la población y es la cabecera del departamento Guasayán, del lado catamarqueño se encuentra en el departamento Santa Rosa. Constituye una localidad del municipio de Santa Rosa (cuya cabecera es Bañado de Ovanta).

## Historia
Aunque el origen del pueblo se remonta a 1762, recién en 1883, con la llegada del ferrocarril que unía Buenos Aires con San Miguel de Tucumán, se terminaron de precisar los límites entre el "lado catamarqueño" y el "lado santiagueño" de la localidad.

## Toponimia
Estaba habitado antes de la conquista española por la parcialidad diaguita de los huasanes, nombre que en cacán significaba "seres humanos". Es decir, los miembros de esta etnia aborigen consideraban posiblemente ser "los humanos por antonomasia". Guasayán significa, entonces "Tierra de los Huasanes", o en español, "Tierra de los humanos".

## Población
Cuenta con 2827 habitantes (Indec, 2010), lo que representa un incremento del 17,6 % frente a los 2404 habitantes (Indec, 2001) del censo anterior. De los 2827 habitantes, 1997 habitantes (Indec, 2010) correspondían al sector de Santiago del Estero y 830 habitantes (Indec, 2010) a Catamarca.
| Gráfica de evolución demográfica de San Pedro de Guasayán entre 1991 y 2010 |
|                                                                             |
| Fuente: Censos nacionales del INDEC                                         |

## Economía

### Actividad agropecuaria
Hay dos sectores claramente diferenciados que forman parte de la economía familiar agropecuaria, que vamos a contener en el plan.
1. Pequeños productores: cuentan con una extensión de 3 ha como mínimo en promedio, y no más de 20 ha desmontadas en las cuales se realiza monocultivo de maíz y algunas cucurbitáceas para el consumo interno. La mayoría de estos productores contratan el servicio para realizar labranza. La siembra del maíz, por lo general se efectúa al boleo, lográndose rendimientos muy bajos, el promedio no supera las 2 t/ ha en el mejor de los casos. El resto de las hectáreas está destinada a la ganadería extensiva, siendo esta superficie monte degradado con una baja receptividad ganadera. Lo que trae aparejado graves problemas de alimentación sobre todo en la estación invernal, ya que no se practica ninguna forma de reserva alguna.
2. 2 Medianos productores empobrecidos: a diferencia de los primeros cuentan con una superficie mínima promedio de 20 ha, llegando en algunos casos a un máximo de 100 ha. Se pueden distinguir las siguientes característica: explotación de tipo familiar; estos arriendan a terceros por falta de capital y alto deterioro de sus maquinarias. Lo arrendatarios generalmente realizan monocultivo de soja esta no es una alternativa sustentable para estos sistemas productivos, por tratarse de un cultivo muy extractivo y que en pocos años termina con la fertilidad de los lotes sometido a estas prácticas, en causan bajos rendimientos y suelos degradados, expuestos a las erosiones hídricas y eólica. La incorporación de éstos a un programa de desarrollo productivo, sería muy importante por su dinámica y empuje, que operarían como propulsores de los procesos productivos; poniendo el eje principal la cría de ganado vacuno, caprino, porcino y la siembra de pastizales en desmontes selectivos, cultivos de cereales, leguminosos, oleaginosos.

#### Problemas internos y externos de los pequeños y medianos productores

##### Problemas internos
El 33 % de la población es analfabeta, o con primaria incompleta, y un 51 % posee primaria completa y secundaria incompleta, un 10 % con secundaria completa, terciario y universitario incompleta, solo un 6 % cuenta con un nivel terciario y universitario.
En las zonas rurales existe un alto porcentaje de viviendas que no dispone de agua potable, la mayoría usa agua de pozo no potabilizada, en un alto porcentaje no dispone de energía eléctrica, por lo que se tienen graves problemas para conservar los alimentos perecederos.
Se cuenta con dos hospitales y ocho postas sanitarias. En las postas los médicos atienden en forma esporádica, la mayoría debe trasladarse grandes distancias para recibir atención médica. Los caminos se encuentran en pésimo estado, las escuelas en muchos casos están distanciadas, es una de las causa de una alta deserción escolar.
El 30,3 % de la población activa está en condiciones de ocupados, el 14,9 % se encuentran en condiciones de desocupado, el 14,3 % son estudiantes, el 12,05 % son jubilados y pensionados, y el 28,4 % de los pobladores son subocupados.

##### Problemas externos
No tiene acceso al crédito, en razón de que la actividad está deprimida y no pueden acreditar el ingreso, ni tampoco cuentan saneamiento de títulos de propiedad. Carecen de capacitación técnica necesaria, dado que las capacitaciones llevadas adelante no tuvieron los efectos proyectados, desalentando totalmente las explotaciones de carácter familiar.
Estos sectores en muchos de los casos no llegan a la unidad económica, y lo que debemos encontrar es una salida para pequeños productores y sus hijos, los que, irremediablemente están condenados a abandonar el campo.
Carecen de una adecuada estrategia de comercialización por falta de recursos y de estructuras adecuadas; para lograr rentabilidad.
En la actualidad se tiene serios problemas para efectuar la venta productos tales como lechones, cabritos, quesos nuevos, pollos criollos, la producción supera el consumo interno y por esa razón se debe vender los excedentes a fuera. Lo que se hace imposible debido a que no se está en condiciones de cumplir con los mínimos requisito para el traslado de la producción. Sería de suma importancia que desde el estado se impulse y diseñe una estrategia integral que permita sacar la producción del sectores, y de esta manera se genere posibilidades reales de sacar adelante sus pequeños y medianos emprendimientos, creando de esta manera condiciones de incentivos real para que permanezcan en el campo.

### Ganadería del este del departamento Santa Rosa
Población de ganado vacuno del este del departamento se ha contabilizado pequeños, medianos y grades productores ganaderos. De una población de 194 establecimientos agropecuarios se contabilizo un total 18.335 cabezas, de las cuales 6.998 son vacas, que representan el 37 %, toros 615 (3 %), novillos 830 (5 %), vaquillonas 4.169 (23 %), terneras 1.804 (10 %) y terneros 1.985 en (11 %).
Se consideró en este trabajo como grades productores, a aquellos cuyo número de cabezas de ganado supere los 120 animales.
De esta manera se pudo concluir que solo 18 establecimientos que representan el 9,27 % de los productores, de un total de 194 establecimientos ganaderos que concentran 13.512 cabezas que representa el 61 % de las cabezas en pie sobre un total de 18.335 cabezas de ganado vacuno, del Este del Dpto. Santa Rosa.
Se consideró, como pequeño y mediano a aquellos establecimientos que tienen menos de 120 cabezas de ganado vacuno.
De lo expuesto en el cuadro anterior podemos deducir que: 176 productores (90,33 %) considerados pequeños y medianos productores, nuclean 4.816 cabezas de ganado (39 %).

#### Cría de ganado caprino en San Pedro
La cría extensiva de ganado caprino es una actividad tradicional para una gran parte de pequeños productores del departamento Santa Rosa, cuyos conocimientos prácticos se transfieren de generación en generación. La situación y las exigencias del mercado actual imponen adecuar sistemas productivos tecnificados que tengan como objetivo el mejoramiento de la producción de carne y leche; bajo el manejo de un sistema silvopastoril. Es una opción de producción pecuaria que involucra la presencia de leñosas perennes (árboles y arbustos) e interactúa con los componentes tradicionales (forrajeras herbáceas y animales). Este sistema mediante intervenciones de raleo y poda genera mejores condiciones de desarrollo para el estrato herbáceo, por la mayor entrada de luz. El sistema debe ser complementado con un manejo integrados que utilicen eficientemente los recursos forrajeros naturales disponibles como así también los implantados debajo del bosque, condiciones que permiten el desarrolle un ecosistema menos frágil y más eficiente en cuanto a rendimiento de materia seca por hectárea, transformándose en un sistemas de producción más rentable.
La vegetación natural, que responde a diferentes características y condiciones según sea la zona que se trate, es la principal fuente de alimento del ganado de la zona por tal motivo es de bajo costo o casi nulo; pero requiere de un manejo que permita mantener su equilibrio. En términos generales, los pastos, arbustos y árboles presentan una marcada estacionalidad en su oferta de partes comestibles, concordante con el período de mayores precipitaciones (noviembre a marzo). Por consiguiente, en dicho momento, los campos cuentan generalmente con una alta disponibilidad de alimento; tanto en calidad como en cantidad. Por el contrario, desde mayo a octubre, la calidad y cantidad del forraje disminuyen y los sistemas entran en el periodo de crisis estacional de forraje.
Por lo antes mencionado es necesario, capacitar a los productores en técnicas estratégicas de reserva de alimento; cosecha frutos de leñosas y uso invernal de tunal y pastura diferida etc., de modo que se incorporen estas técnicas a la cultura de los ganaderos, dejando en claro que esta actividad es parte de la planificación, ya que será el seguro de vida del sistema productivo.
El presente proyecto establece un plan de incentivo que permita reactivar la producción caprina; eje de la economía regional, a través de políticas agropecuarias que generen oportunidades, tendientes a mejorar la calidad de vida de los campesinos.
El departamento Santa Rosa cuenta con 1424 km², ubicados en el sector este de la provincia de Catamarca; posee una población de 10.349 habitantes, que representan aproximadamente 2500 familias, de las cuales 112 están agrupadas en organizaciones rurales las cuales permanecen dedicadas a la producción agropecuaria, principalmente caprina las mismas se encuentran distribuidas en 20 localidades.
El clima del departamento Santa Rosa es semiárido, dado que la media de precipitación anual varía entre los 500 y 600 mm, distribuidos en los meses noviembre a marzo; siendo de alta variabilidad tanto entre años como así también durante el año.
Las altas temperaturas y fundamentalmente lo errático que son las lluvias, son las principales características ambientales que limitan las posibilidades productivas del área. Los vientos predominantes son de dirección N-E.
La principal actividad económica de este departamento es agropecuaria; dentro de la actividad agrícola destacamos la producción de cereales de cosecha gruesa y fina, de oleaginosas, de forrajeras y producción frutihortícola.
La actividad ganadera es el eje de la economía regional de los productores, se produce ganado vacuno, caprino, porcino y aves de corral por lo general. Por lo tanto; para transformar la producción agropecuaria actual en sostenible en esta área, se deben contemplar primero las características ambientales y sobre la base de las mismas, fijar las pautas de mejoramiento de la producción.
La estructura de la explotación ganadera es similar en todo el este del Dpto. Santa Rosa, se puede describir como una actividad realizada por productores minifundistas que realizan una economía de subsistencia, la actividad es de carácter familiar, se producen animales para autoconsumo y venta en sus diferentes categorías, con la leche se elabora queso y dulce de leche artesanales. Los subproductos tales como los cueros y estiércol no están siendo explotados.

## Religión

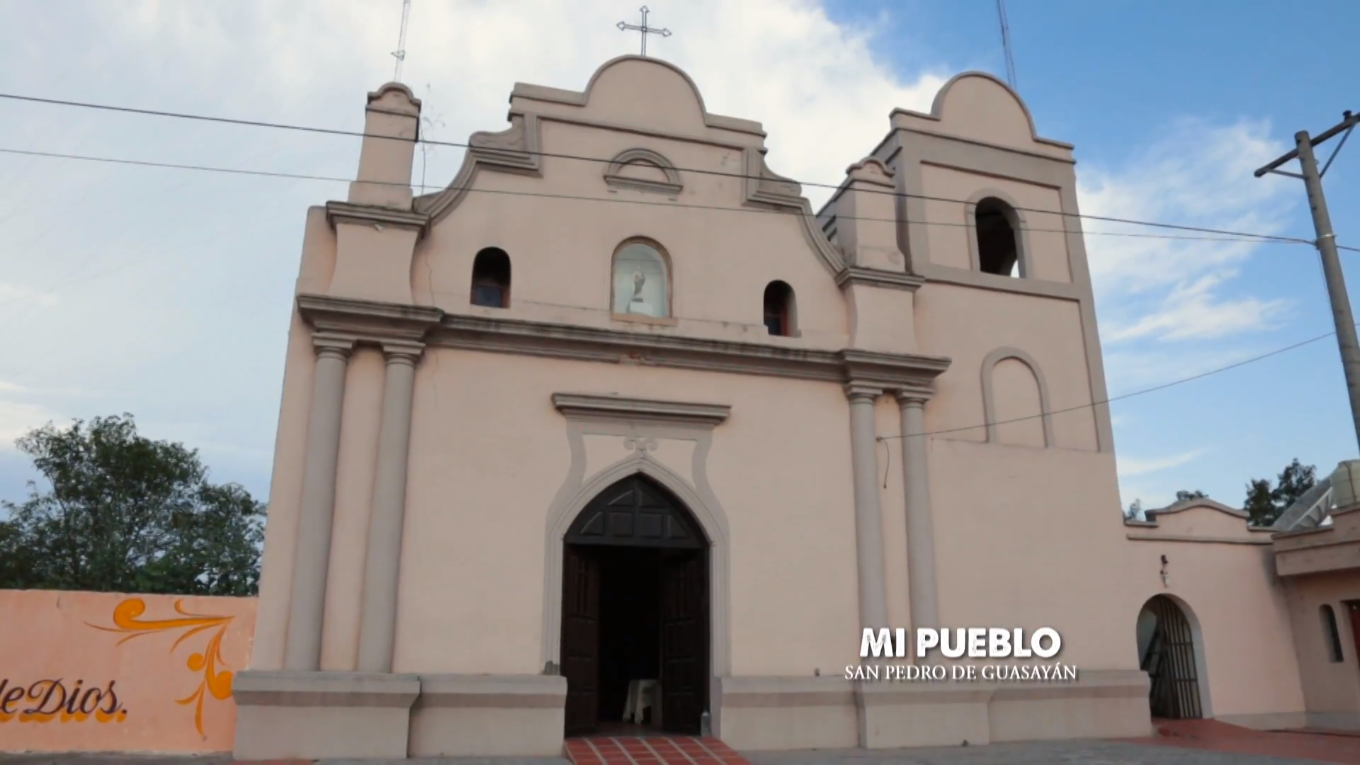
Iglesia de San Pedro de Guasayán

El nombre de su única parroquia es San Pedro de Guasayán, y pertenece a la diócesis de Santiago del Estero de la Iglesia católica.